# Incontri internazionali di rugby a 15 di metà anno 1975
A metà anno è tradizione che le selezioni di "rugby a 15", europee in particolare, ma non solo, si rechino fuori dall'Europa o nell'emisfero sud per alcuni test. Si disputano però anche molti incontri tra nazionali dello stesso emisfero Sud.
Il 1975 è un anno ricco di questi confronti.
- Cambridge University in Giappone: l'Università di Cambridge invia in tour in Giappone la propria squadra di rugby. L'incontro perso per 13-16 con la nazionale giapponese sarà considerato dai nipponici alla stregua di un incontro ufficiale.

| Tokyo 30 marzo 1975 | Giappone | 16 – 13 | Università di Cambridge | Olympic |

- Inghilterra in Australia : i bianchi si recano per la prima volta in Tour in Australia. Subirà due sconfitte con i Wallabies. Si trattava di una squadra giovane, sperimentale, che subì sconfitte anche imbarazzanti come quella contro la selezione di "campagna" del Nuovo Galles del Sud. Vi furono anche molti infortuni e molti giocatori vennero richiamati a sostituire i colleghi infortunati.

| Sydney 24 maggio 1975 | Australia | 16 – 9 | Inghilterra | Cricket ground |

| Brisbane 31 maggio 1975 | Australia | 30 – 21 | Inghilterra | Ballymore Stadium |

- Scozia in Nuova Zelanda: pesante sconfitta per la Scozia nel suo primo tour in Nuova Zelanda.

| Auckland 14 giugno 1975 | Nuova Zelanda | 24 – 0 | Scozia | Eden Park |

- Francia in Sud Africa: I "galletti" non ripetono le imprese degli anni precedenti e cedeno due volte agli "Springboks"

| Bloemfontein 21 gennaio 1975 | Sudafrica | 38 – 25 | Francia |  |

| Pretoria 28 gennaio 1975 | Sudafrica | 33 – 18 | Francia |  |

- Tonga in Nuova Zelanda e Samoa : una vittoria su due con Samoa e due sconfitte con i New Zealand Māori.

| Apia 1º luglio 1975 | Samoa | 10 – 15 | Tonga |  |

| Apia 2 luglio 1975 | Samoa | 14 – 9 | Tonga |  |

| New Plymouth 19 luglio 1975 | New Zealand Māori | 23 – 16 | Tonga |  |

| Auckland 2 agosto 1975 | New Zealand Māori | 37 – 7 | Tonga | Eden Park |

- Giappone in Australia : due pesanati sconfitte con i Wallabies in questo tour

| luglio 975 | Queensland Country | 12 – 32 | Giappone XV |  |

| Sydney 2 agosto 1975 | Australia | 37 – 7 | Giappone | Cricket ground |

| 6 agosto 1975 | NSW Country | 97 – 20 | Giappone XV |  |

| Brisbane 17 agosto 1975 | Australia | 50 – 25 | Giappone | Ballymore Stadium |

- Romania in Nuova Zelanda: cresciuta ormai a livelli degni delle squadre britanniche (dopo la vittoria dell'ottobre 1974 contro la Francia), la Romania si reca in tour in Nuova Zelanda. Non si disputano test match ufficiali.

- Tour interno delle Figi: la nazionale figiana effettua un tour nell'arcipelago.

- Altri test:

| 20 gennaio 1975 | Cile | 8 – 54 | Buenos Aires XV | Prince of Wales Country Club |

| Bruxelles 15 aprile 1975 | Belgio | 3 – 4 | Marocco |  |

| Bruxelles 19 aprile 1975 | Belgio | 11 – 3 | Svizzera |  |

| Sofia 30 aprile 1975 | Bulgaria | 0 – 40 | Cecoslovacchia |  |

| Bruxelles 3 maggio 1975 | Belgio | 28 – 6 | Lussemburgo |  |

| Copenaghen 17 maggio 1975 | Danimarca | 9 – 20 | Svezia |  |

| Ginevra 12 giugno 1975 | Svizzera | 12 – 3 | Jugoslavia (RSF) |  |